# 라타냐 리차드슨

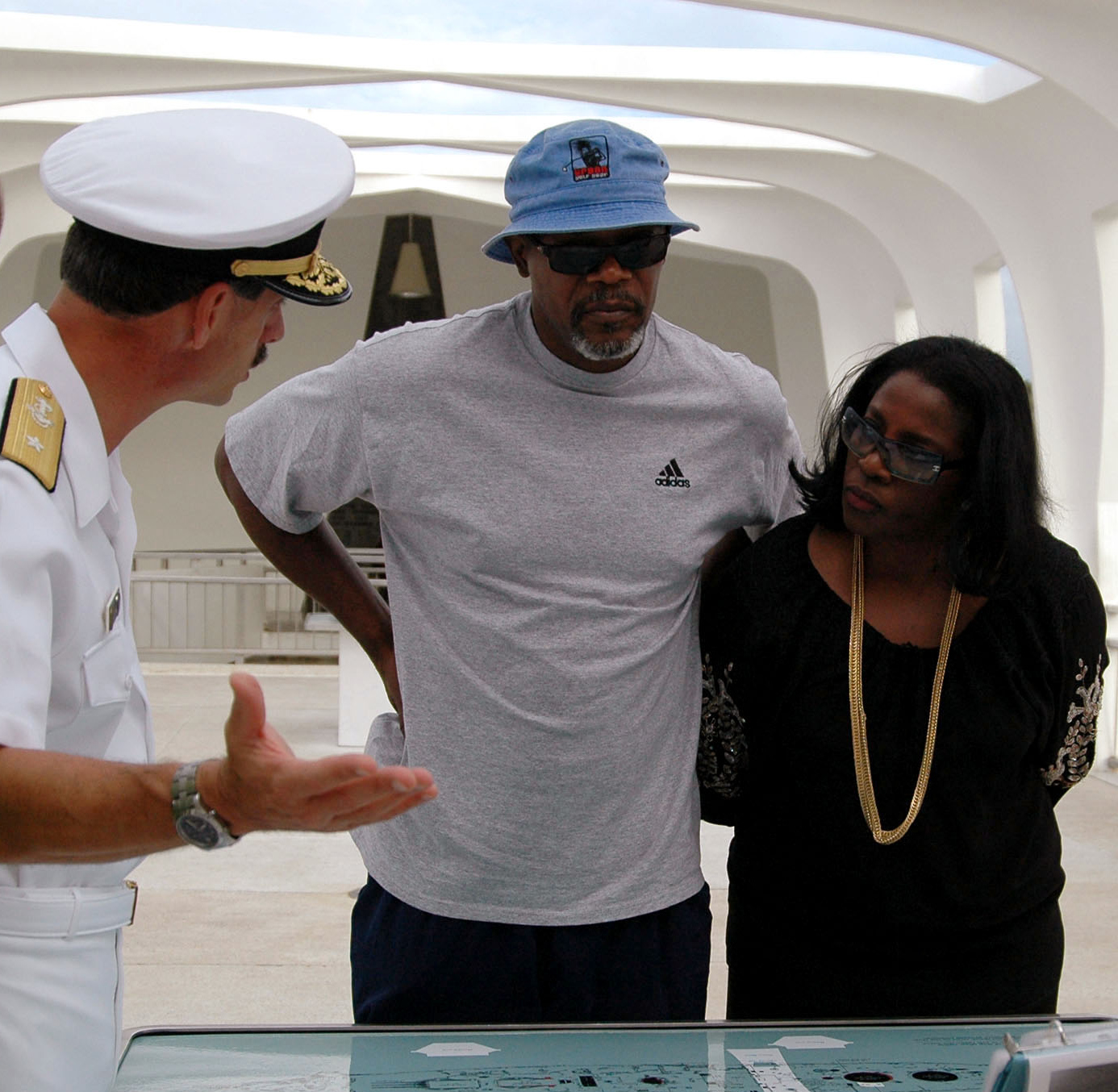

러타니아 리처드슨(LaTanya Richardson, 영어 발음: /ləˈtɑːnjə/, 1949년 10월 21일 ~ )은 미국의 배우, 영화 감독이다.
애틀랜타에서 태어났다.

## 출연 작품
- 마더 앤 차일드 (2009년) - 캐롤 역
- 프리덤랜드 (2006년) - 마리 역
- 파이팅 템테이션스 (2003년)
- 벽 (2001년)
- 도로시 댄드리지 (1999년)
- 도망자 2 (1998년)
- 러브드 (1997년)
- 줄리안 포 (1997년)
- 론 스타 (1996년)
- 모정 (1995년)
- 베이스볼 (1994년)
- 미드나잇 런 - 제3탄 (1994년)
- 남자가 사랑할 때 (1994년)
- 의처증 (1993년)
- 시애틀의 잠 못 이루는 밤 (1993년) - 해리엇 역
- 돌아온 이탈자 2 (1992년)
- 나이트맨 (1992년)
- 말콤 X (1992년)
- 로렌조 오일 (1992년)
- 프라이드 그린 토마토 (1992년)
- 홈보이 (1991년)

### 텔레비전
- 법과 질서 (1990년)
- 원 라이프 투 리브 (1968년)